# Muridi Abanur
Muridi Abanur (Mogadiscio, 19 de marzo de 1960), fue un futbolista somalí. Jugaba de volante y estuvo con la selección de su país entre 1977 y 1995.

## Trayectoria
Muridi Abanur fue un reconocido futbolista somalí, sobre todo, en la década de los 80. Se inició en el equipo sub-17 a los 15 años, luego, por su buen juego, fue apto para jugar por la selección sub-20 en 1978. En el equipo, tuvo como compañero al gran arquero Abdi Mohamed Ahmed.
La gloria le llegó en 1980, cuando fue ascendido al equipo mayor. Jugó su primer partido con la selección en noviembre de ese año contra Tanzania, quedando el partido empatado 1-1. 
Su astucia, fuerza y destreza le permitió ganar fama y en 1985 fue partícipe en la mayor victoria de la selección, un 5-2 contra Mauritania, el segundo gol fue obra de él.
En 1986, fue halagado por la prensa somalí (Mogadiscio) luego de un amistoso contra el campeón ugandés Kampala Council Center, partido en el que hizo dos goles y que culminó con un marcador favorable para su equipo de 4-0. 
Sus grandes jugadas para eludir rivales y hacer goles de larga distancia lo llevó a ser apodado "MBC Dangerman". Este apodo significa que él jugaba en el Mogadiscio FC, club donde se inició y era peligroso en el área de juego. Sin embargo, quizás el apodo que recobró popularidad fue el "Maradona somalí".
Luego de la guerra civil que se desató en el país en 1991, Muridi se refugió en Canadá. En 1994, jugó la Copa CECAFA de ese año. Allí ya no pudo demostrar su talento, sin embargo, hizo un gol, fue a Yibuti en el minuto 50 con un gran disparo de larga distancia, gol que sirvió para que al menos Somalia se despida bien del certamen con una victoria de 2-1 contra el mencionado rival.
En 1995, jugó el mismo torneo, pero allí todo le fue mal. Su equipo quedó como el peor del campeonato, haciendo sólo 1 gol y encajando 15. Al menos, él hizo el centro para que Ali Mohamed anotara de cabeza el único gol, fue ante el equipo B de Uganda, con derrota 3-1.
Su último partido con la selección fue ante Etiopía ese mismo año, con derrota de 5-0.
Él vive ahora en Toronto, Canadá, está casado y tiene 5 hijos.

## Distinciones individuales
| Distinción               | Año  |
| ------------------------ | ---- |
| Mejor Volante de Somalia | 1983 |
| Mejor Volante de Somalia | 1984 |
| Mejor Volante de Somalia | 1985 |
| Mejor Volante de Somalia | 1986 |
| Mejor Volante de Somalia | 1987 |